# Плеонексія
Плеонéксія (грец. πλεονεξια) — нестримна, безумна спрага до збільшення пільг, переваг, матеріальних благ.
Внаслідок цього сучасна людина відмовляється від таких цінностей, як добро, гідність, милосердя, взаємопідтримка, які основою суспільства. Знижується моральна відповідальність людини за свої дії, втрачається єдність з духовним, відбувається перевага матеріального над духовним.